# Sommer-Paralympics 2016/Teilnehmer (Osttimor)
| stlisierte Goldmedaille | stlisierte Silbermedaille | stlisierte Bronzemedaille |
| ----------------------- | ------------------------- | ------------------------- |
| —                       | —                         | —                         |

Osttimor entsendete zwei Sportler zu den Paralympischen Sommerspielen 2016 in Rio de Janeiro und nahm damit seit 2016 zum dritten Mal an den Paralympischen Spielen teil. Osttimors Flaggenträger bei der Eröffnungszeremonie war António Mendonça.

## Teilnehmer nach Sportart

### Leichtathletik
| Frauen            |                   |              |   |               |               |    |
| Domingas da Costa | 400 m – T37       | 1:26,26 Min. | 6 | ausgeschieden | ausgeschieden | 11 |
| Männer            |                   |              |   |               |               |    |
| António Mendonça  | 400 m – T45/46/47 | 1:06,87 Min. | 6 | ausgeschieden | ausgeschieden | 17 |